# Blue Moon – Als Werwolf geboren
Blue Moon – Als Werwolf geboren ist ein US-amerikanischer Horrorfilm von Joe Nimziki aus dem Jahr 2011.

## Handlung
Will kommt mit Eliana, die ihn zunächst nicht beachtet, zusammen. Als er von einem Werwolf verletzt wird und sich dadurch selber in einen verwandelt, muss er Eliana vor den anderen Werwölfen retten.

## Hintergrund
Der Film gehört zur Filmreihe, die aus dem 1981 veröffentlichten Film Das Tier hervorging.